# 京極高美
京極 高美（きょうごく たかよし）は、江戸時代後期の讃岐国丸亀藩の世嗣。

## 略歴
6代藩主・京極高朗の長男として誕生。正室は浅野長懋（浅野重晟四男）の娘。
丸亀藩嫡子として生まれるが、家督相続以前の弘化2年（1845年）に28歳で死去した。
代わって、一族の朗徹（又従弟に当たる）が高美の姉妹の婿に迎えられ、高朗の嫡子となった。